# PTW 6: Total Blast from the Past
PTW #6: Total Blast from the Past – gala wrestlingu wyprodukowana przez federację i z zawodnikami Prime Time Wrestling. Odbyła się 11 maja 2024 w Arenie Legionowo w Legionowie. Emitowana była na żywo za pośrednictwem serwisów YouTube oraz TRILLER+. Była to szósta duża gala organizowana przez federację.
Na gali odbyło się osiem walk. W walce wieczoru, pojedynek Puncher vs. Babathunder o PTW Championship zakończył się bez rezultatu z powodu interwencji Sinister Kingdom (Sinistera i Syriusza Dziedzica). W innych ważnych walkach, Legia Łysych (Marco Hammers i Olgierd) pokonała Dianę Strong i Heidi Katrinę w intergender tag team matchu, Wiktor Longman pokonał Disco Pablo w No Holds Barred matchu, Budapest Bastards (Nitro i Renegade) pokonali Lucha Squad (Lince’a Dorado i Samuraya del Sol) zachowując PTW Tag Team Championship, a w pierwszej walce w karcie Scotty Rawk pokonał Axela Foxa i Marcelito w three-way matchu, broniąc BWR Heavyweight Championship.

## Produkcja i rywalizacje
Total Blast from the Past oferowało walki profesjonalnego wrestlingu na bazie wyreżyserowanych rywalizacji (storyline'ów). Wrestlerzy są przedstawieni jako heele (negatywni, źli zawodnicy i najczęściej wrogowie publiki) i face’owie (pozytywni, dobrzy i najczęściej ulubieńcy publiki), którzy rywalizują pomiędzy sobą w seriach walk mających budować napięcie. Kulminacją rywalizacji jest walka wrestlerska lub ich seria.
Komentatorami gali w języku polskim byli Łukasz „Balik” Baliński, Arkadiusz Paterek i Paweł „Boryss” Borkowski.

## Wyniki walk
| Nr                                 | Wyniki | Stypulacje                                     | Czas  |
| ---------------------------------- | --- | ---------------------------------------------- | ----- |
| 1                                  | Scotty Rawk (c) pokonał Axela Foxa i Marcelito poprzez pinfall                                                     | Three-way match o BWR Heavyweight Championship | 11:35 |
| 2                                  | Kaiden i Nano Lopez pokonali Erika Isaksena i Starbucka poprzez pinfall                                            | Tag team match                                 | 14:23 |
| 3                                  | Matt Sydal pokonał Aigle’a Blanca i Jonny’ego Storma poprzez pinfall                                               | Three-way match                                | 10:22 |
| 4                                  | Budapest Bastards (Nitro i Renegade) (c) pokonali Lucha Squad (Lince’a Dorado i Samuraya del Sola) poprzez pinfall | Tag team match o PTW Tag Team Championship     | 15:56 |
| 5                                  | Wiktor Longman pokonał Disco Pablo poprzez pinfall                                                                 | No Holds Barred match                          | 13:02 |
| 6                                  | Bad Bones pokonał Morgana Webstera poprzez pinfall                                                                 | Singles match                                  | 8:20  |
| 7                                  | Legia Łysych (Marco Hammers i Olgierd) pokonali Dianę Strong i Heidi Katrinę poprzez pinfall                       | Intergender tag team match                     | 13:13 |
| 8                                  | Puncher (c) vs. Babathunder zakończyło się bez rezultatu                                                           | Singles match o PTW Championship               | 8:10  |
| (c) – mistrz/mistrzyni przed walką | |                                                |       |